# Samuel Cornette Collins
Samuel Cornette Collins (Kentucky, 28 de setembro de 1898 – Washington, D.C., 19 de junho de 1984) foi um físico estadunidense. Desenvolveu o primeiro criostato de hélio produzido em massa.
Equapado com um turboexpansor com dois pistões, seus refrigeradores providenciaram os primeiros supridores confiáveis de hélio líquido em quantidades de centenas a milhares de litros. Dentre outros usos, estes refrigeradores foram usados para liquefazer e transportar hélio e deutério a a primeira explosão de uma bomba de hidrogênio, a Ivy Mike, em 1952.
Recebeu a Medalha John Price Wetherill de 1951 e o Prêmio Rumford de 1965.